# Anbara Salam Khalidi
Anbara Salam Khalidi —Jalidi en castellano— (1897-1986) fue una escritora y traductora feminista libanesa, conocida por ser la primera mujer árabe en quitarse el velo en público y por contribuir de manera muy relevante al proceso de emancipación de las mujeres árabes.

## Infancia y educación primaria
Anbara Salam Jalidi (en árabe عنبرة سلام الخالدي) nació en 1897 en el seno de una ilustre familia sunita de Beirut. Su padre, Salim Ali Salam (1868-1938), fue diputado del parlamento otomano y miembro del Tribunal de Comercio de Beirut. Su madre, Kulzum al-Barbir, pertenecía a una antigua familia de letrados de Beirut. Anbara fue la cuarta de doce hermanos, dos de ellos —Saeb Salam y Muhammad Salam— acabaron siendo ministros del Gobierno libanés.
Anbara pasó su infancia en Musaitbeh, un antiguo barrio de Beirut. Allí fue a un colegio dirigido por una sociedad caritativa llamada “Los frutos de la Beneficencia” (Thamarat al-Ihsan), creada por notables musulmanes de Beirut que creían que el progreso de la nación empezaba con la educación de la mujer. Desde temprana edad destacó entre sus compañeros de clase. A finales del siglo XIX, Muhammad Jamil Beyhum Itani, un noble beirutí, creó un premio anual que consistía en un reloj de oro para aquellos estudiantes que fueran los primeros de su promoción y Anbara lo ganó. 

Con diez años (1907) ya había terminado su lectura y recitación (jatm) del Corán (ختم القرآن). Este hecho se festejaba en una ceremonia de graduación a la que asistían todas las niñas, madres y profesoras. Con esa misma edad comenzó a sufrir acoso callejero ya que tanto hombres como mujeres la espetaban por la calle que se fuera a casa y pidiera a sus padres que la velaran. Como relata en sus memorias, más de una vez pidió a su madre que la preparara un velo para no tener que enfrentarse a esa gente:
Así fue cómo entré en esta jaula de hierro con 10 años, tropezando con mi chal a costa de la alegría que esto significaba para mi madre y abuela.
Este hecho condicionó su actitud ulterior sobre el velo al considerarlo una representación del aislamiento de la mujer y la tiranía de los grilletes de la sociedad.

## Adolescencia y educación secundaria
Durante 1908-1910 Anbara estudió en el St. Joseph School, considerado el mejor colegio extranjero de la ciudad al que iban niñas de las familias musulmanas y cristianas más importantes de Beirut. En 1910 se cambió al colegio Maqasid de la  Maqasid Society donde su padre era presidente. En este colegio Anbara permaneció tres años hasta el estallido de la Primera Guerra Mundial. Su profesora, Julia Tu'ma Dimishqiyya la marcó de por vida. Gracias a ella pudo estudiar la vida de mujeres del pasado y conoció a George Nicholas Baz, director de la primera revista mensual Al- Hasna para mujeres de Beirut en la que, más adelante, participaría Anbara. Julia era considerada una de las oradoras más plausibles de su tiempo. Fue invitada como ponente en una conferencia del Sunday School Club de la Universidad Americana de Beirut a la que Anbara quiso asistir, pero a la que tenía prohibida la entrada al tratarse de un club mixto y ser ella menor de edad (13 años). No obstante, su padre le dio permiso y su profesora reservó un asiento para ella desde el cual nadie la vería. Ahora bien, dos periodistas interceptaron el carruaje de Anbara y de Julia y a gritos de “¡Aquí está la hija de Abu Ali Salam esperando para entrar en un club mixto!” impidieron que esta pudiera acceder sin ser vista, por lo que tuvo que dar media vuelta. Al día siguiente, el periódico Ababil sacó en portada un artículo intitulado:“¡Las muchachas musulmanas ahora van a clubes nocturnos!" que hirió en lo más hondo a Anbara, hecho que, como señala en su autobiografía:
Fortalecería mi profunda determinación por perseguir una forma de vida liberal y por luchar en contra de esa mentalidad que permitía a mi sociedad juzgar a las mujeres e imponer sobre nosotras la reclusión como forma de vida.
Esta publicación produjo consecuencias contrarias a las esperadas por el periódico ya que puso la mecha a un sentimiento revolucionario en defensa de los derechos de las mujeres en Beirut. Fue precisamente en el Sunday School Club en el que,15 años más tarde (1928), Anbara se quitaría el velo en público para hablar de sus impresiones sobre Inglaterra tras haber permanecido allí dos años.

### Carta al Congreso de París
Con quince años recibió una carta de una mujer egipcia en la que le rogaba que se uniera al movimiento de liberación de la mujer. A partir de ese momento, sintió que tenía una responsabilidad de servir a la causa. Otro hecho que marcó su devenir fue la clausura del Club de Reforma Social el 9 de abril de 1913, que derivó en una huelga general en Beirut  hasta abril de 1914. En este contexto se llevó a cabo la Conferencia de París a la que importantes líderes árabes asistieron y en la que Anbara junto con Shafiqa Ghurayyib y Wadad Mahmasani pudieron participar a través de un escrito que realizaron en el que aplaudían las iniciativas de los movimientos nacionalistas árabes.
A raíz de este escrito y de los eventos que prosiguieron a la Conferencia de París, Anbara escribió un artículo para el periódico al-Mufid signado bajo el seudónimo de Fatat Bayrut (una chica de Beirut) y que apareció en portada unos días antes de que cumpliera sus 16 años. Este sería el inicio de sus publicaciones feministas en las que reclamaba a toda mujer que se levantara y que fuera educada para poder servir a su patria.

### Asociación del Despertar de las Mujeres Jóvenes Árabes
En los días previos al inicio de la Gran Guerra, Anbara recibió una carta de cinco mujeres que se hacían llamar “las nietas del Emir 'Abd al-Qadir al-Jaza'iri” en la que se le invitaba a reunirse con ellas para hablar sobre la necesidad de crear una sociedad de mujeres. En esa reunión se eligió a Ibtihaj Qaddura, Amina Hamzawi y Adila Bayhum como representantes, y tras varias reuniones decidieron denominarse “El Despertar de las Mujeres Jóvenes Árabes”. Progresivamente otras mujeres se fueron uniendo a la asociación. Anbara fue elegida secretaria de correos y se encargó de enviar cartas a todas las personalidades importantes de los países árabes para informarles de la sociedad y de la necesidad de apoyo económico y moral. Visitaron colegios de niñas para proporcionar materiales y vestimenta a aquellas que no contaran con una en condiciones. Ahora bien, el estallido de la Primera Guerra Mundial supuso el cese de sus actividades y el grupo se disolvió al emigrar cada una a un país. 

## Estallido Primera Guerra Mundial

### Primer desencuentro amoroso
Anbara Iba a casarse con Abd al-Ghani al-Uraysi, un joven árabe, icono de la nueva generación y dueño del periódico al-Mufid. No obstante, la guerra estalló antes de que las dos familias llegasen a un acuerdo, Anbara emigró al pueblo Buqqayn, cerca de Zabadani y al-Uraysi a Damasco donde trasladó la sede de su periódico. Tuvieron ocasión de volverse a ver una vez más cuando el padre de Anbara bajó a visitar a un tío que se refugiaba allí. En este encuentro al-Uraysi explicó a Anbara que sus compañeros y él se unirían en la lucha por la Causa Árabe y que no podía decirle dónde se iría, pero tan pronto como pudiera tendría noticias de él. Finalmente, él y dos compañeros fueron detenidos en un tren en Amán y llevados ante el Tribunal militar de Aley.
En este contexto, Cemal Pachá llegó a la cuarta armada otomana de Siria y Líbano. Persiguió y encarceló a todo aquel que hubiese mantenido relaciones cercanas con Francia y que aparecían en los archivos del consulado francés, que, con el estallido de la guerra habían sido abandonados sin previamente ser quemados. El padre de Anbara aparecía en ellos y por ello fue detenido en la casa familiar de Buqqayn por las fuerzas turcas en nombre de Pachá y llevado a la ciudad de Aley donde tiempo después sería juzgado. En este tiempo, la familia de Anbara regresó a su casa de Musaitbeh y decidieron quemar toda la documentación que pudiera comprometer a su padre y a ellos. Finalmente, su padre fue liberado gracias a la intervención de Azmi Bey, gobernador de Beirut, que persuadió a Cemal de las desafortunadas consecuencias que tendría arrastrar a su padre a la horca como finalmente sí haría el 6 de mayo de 1916 con Abd al-Ghani el que fuera el prometido de Anbara.
En 1917 Cemal Pachá organizó una reunión en la casa de 'Umar al-Da’uq en Beirut a la que invitó a todas las mujeres de la ciudad con la intención de trasladarles su voluntad de crear talleres exclusivos para que trabajasen. El tío de Anbara la exigió que preparara un discurso para la fiesta a la que estaba obligada a asistir. En la reunión y tras presentar su discurso, Pachá solicitó hablar con ella en privado. En esta reunión y con la ayuda de un intérprete le expuso en turco su deseo de que enseñara árabe a Halide Edib y esta, a cambio, le enseñara turco. 

### El Club de las Chicas Musulmanas
Ese mismo año el gobernador de Beirut decidió crear una asociación; "El club de las chicas musulmanas", para que estas pudieran organizar actividades de carácter religiosas y lúdicas. Anbara, contra su voluntad, fue elegida presidenta. La ceremonia de inauguración del club fue el 23 de julio de 1917 y desde entonces no dejaron de recibir importantes personajes de la época; desde oficiales turcos hasta —una vez finalizada la guerra— el primer gobernador militar británico, seguido del gobernador militar francés, del rey Faysal I y del gran comandante árabe Rida Pachá al-Rikabi.

En 1920, Ahmad Mujtar Bayhum (1878-1920), líder del movimiento feminista en Líbano y donador más importante del "Club de las chicas musulmanas" falleció. Esto supuso el cierre del club que había conseguido sobrevivir durante tres años. Su muerte fue un importarte golpe para la causa feminista y un shock para los ciudadanos de Beirut y de otros países árabes que le tenían gran estima. Anbara fue invitada al funeral para que diese un discurso en nombre de las jóvenes árabes, pero esto no gustó a los asistentes y uno le gritó:
¡Qué vergüenza! ¿Cómo un padre puede aceptar que su hija de un discurso antes de una reunión llena de hombres? Lo juro por Dios, ahora mismo enfilaría una pistola contra ella y la borraría del mapa. 

## Después de la Primera Guerra Mundial
En 1920 Anbara viajó a Egipto con su tía y su prima Yhuayya. Estuvo dos meses entre El Cairo, Alejandría y Zaqaziq. En El Cairo presenció la ceremonia conmemorativa de la Universidad de El Cairo en honor a Qasim Amin  (1863-1908) al cual admiraba, pues fue uno de los instigadores de la emancipación de las mujeres en el Mundo Árabe.  En esta ceremonia pudo ver a Huda Sha’rawi (1879-1947) y otras mujeres relevantes. Anbara escribió un artículo para el periódico al-Muqattam que se publicó al día siguiente como tributo a Qasim Amin en el que lo comparaba con Ahmad Mujtar Bayhum.
En la primavera de 1922, varios militares entraron en casa de Anbara, requisaron documentación de la familia y notas personales de ella y se llevaron a su padre, al que metieron en la prisión de Ras Beirut por ser opositor y le obligaron a exiliarse a la ciudad de Duma. En los meses que duró su exilio, Anbara escribió un artículo intitulado “El lugar de exilio de mi padre” donde agradecía la hospitalidad de los aldeanos de Duma. 
En la primera mitad de 1925, Salma Sayigh, amiga y antigua profesora de Anbara contactó con ella para que se uniera a una asociación de mujeres que estaba en proceso de creación y que tenía como finalidad favorecer la venta de productos locales y ayudar en cualquier esfuerzo nacional. Las miembros fundadoras de esta nueva asociación fueron Janum e Ibtihaj Qaddura, Najla Kfoury, Hunayneh Tarsha, Salma Sayigh y Anbara.

### Estancia en Inglaterra

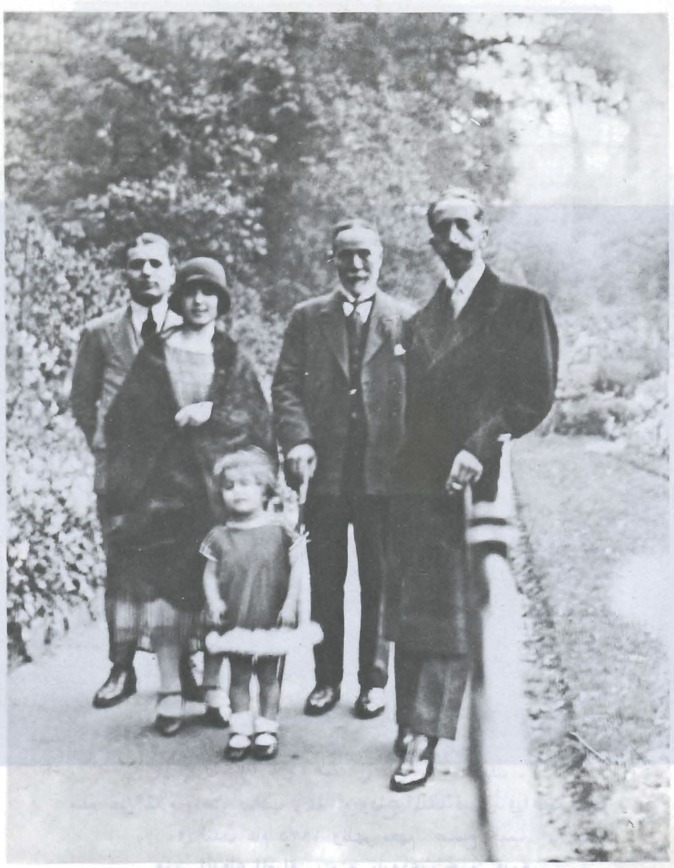
Salim Ali Salam con el Rey Faysal I de Iraq en el Parque Richmond de Londres en el año 1925, junto al hijo de Salim, Saeb Salam y sus hijas Anbara y Rasha. Anbara viste un sombrero de campana (cloché) y una falda a media pantorrilla, desafiando las convenciones sociales del Beirut de aquella época.

En la segunda mitad de 1925, Anbara tuvo que dejar la asociación a la que regresaría dos años más tarde ya que se fue a estudiar inglés a Inglaterra. Como indica en su autobiografía, tuvo que llevarse a su hermana pequeña, Rasha, a la que había adoptado como si fuera su propia hija. Tan pronto como se subió en el barco se quitó el velo y no volvió a ponérselo durante toda su estancia. Su padre y uno de sus hermanos se reunieron con ella tiempo después y se hospedaron cerca del Parque de Richmond, a las afueras de Londres. Durante su estancia, visitó junto a su padre al rey Faysal I que había ido a Londres a recibir tratamiento médico. En un momento de la conversación este le preguntó qué pensaba de las jóvenes inglesas, a lo que Anbara respondió:
Francamente, su Majestad, lo primero que viene a mi mente cuando las veo disfrutar de todos los placeres de la vida es la siguiente pregunta: ¿qué favor han hecho a Dios para que les premie con toda esta libertad y qué pecado he cometido yo, la joven árabe, para merecer como castigo de Dios una vida llena de represión y prohibiciones? 

El rey Faysal I se giró hacia su padre y le dijo: “Abu Ali, mantente ojo avizor de tu hija, ¡en su corazón lleva toda una revolución!

### Desvelamiento en público
Anbara regresó a Beirut en 1927 acompañada de su hermano Muhammad y de su hermana Rasha. Regresar a Beirut significaba volver a ponerse el velo. Pocos meses después fue invitada a dar un discurso en honor del cincuenta aniversario de su profesor Abdullah al-Bustani. Durante su intervención oyó varias proclamas que la retaban a quitarse el velo de su cara y a acabar con la opresión que significaba todo aquello. No lo hizo en ese momento, pero sí dos semanas más tarde en el Sunday School club de la Universidad Americana de Beirut durante una conferencia cuya audiencia era mixta. Fue la primera mujer en desvelarse en un acto público, acto que desató la indignación de la población y que se tradujo en más violencia callejera hacia las mujeres: se les lanzaba ácido por las calles, se les rasgaba el velo con cuchillas de afeitar, etc.
No obstante, Anbara dio un paso importante en la emancipación de la mujer musulmana que, desde entonces, solo se ponía el velo cuando atravesaba las calles de los barrios más conservadores de la ciudad o sus vecindarios, pero se lo quitaba en reuniones públicas y en sus casas.

### Vida en Palestina
Salam se casó el 9 de agosto de 1929 con el pedagogo palestino Ahmad Samih Al Jalidi. Samih fue director del Instituto Árabe de Jerusalén (desaparecido en 1948) durante el Mandato británico de Palestina. El 2 de septiembre se mudaron a vivir a Jerusalén, la ciudad natal de Ahmad. En octubre de 1929 participó en su primera reunión de mujeres nacionalistas palestinas y salió a manifestarse a la calle a favor de las proclamas de sus compañeras que expresaban su miedo al aumento de la inmigración judía, a la parcialidad del Mandato británico, entre otros. Tras la manifestación, se preguntó al comité de mujeres si quería coordinar sus actividades con el comité ejecutivo de los hombres y, al dar una respuesta positiva, obtuvieron el reconocimiento del Gobierno y así surgió el Arab Women Executive Committee.
Anbara vivió en Jerusalén 20 años y tuvo cuatro hijos: Usama, Randa, Tarif y Karma que falleció con 18 meses al caerse a un estanque. En junio de 1938 su padre cayó gravemente enfermo. Fue a visitarle, y al día siguiente falleció. Cuando regresó a su casa en Jerusalén, se la encontró vacía. En su ausencia una orden de las autoridades británicas había exigido su evacuación para que pudieran ocuparla sus soldados. Muchos políticos árabes fueron perseguidos en esos años. Su suegro, Fakhri al-Khalidi, alcalde de Jerusalén  fue arrestado y tras la Nakba, se exilió a Jordania donde fue primer ministro.
El 12 de abril de 1948 Anbara y su familia se vieron obligados a exiliarse a Beirut tras varios meses de continuas masacres y miedo a raíz de la resolución 181 de la ONU del 29 de noviembre de 1947.
Ahmad Samih Al Khalidi, fallecería en 1951 con 55 años. Anbara Salam Jalidi, en 1986 en Beirut, con 89 años.

## Obra y traducciones
Fue la primera persona en traducir la Ilíada y Odisea de Homero de la versión inglesa en prosa de Richard Church al árabe. Los términos y nombres griegos los tradujo en árabe según la grafía que Sulayman al-Bustani (1826-1925) había adoptado cuando tradujo a Homero en verso del griego clásico en 1903. Cuando tuvo que abandonar Palestina y volvió a Beirut tradujo la Eneida de Virgilio. Salam Khalidi publicó su autobigrafía en 1978 con el título de Jawalah fil Dhikrayat Baynah Lubnan Wa Filastin (Un recorrido por los recuerdos del Líbano y Palestina). Se tradujo al inglés en el año 2013 con el título Memoirs of an Early Arab Feminist. 

## Figuras femeninas mencionadas en su autobiografía

### Feministas pioneras
- Adila Bayhum al-Jaza’iri (1900-1975).
- Fatima al-Yashruti [1891-1978]. Estuvo a la cabeza de la orden sufí de Shadhili-Yashruti y contribuyó en la literatura sufí con su obra The journey of Truth.
- Ibtihaaj Qaddura. Fundó junto con Huda Sha'rawi la "Unión General de Mujeres Árabes".
- Julia Tu'ma Dimishqiyya. Profesora y amiga. Fundó la revista The New Woman.
- Najla Kfuri.
- Najla Sa'b.
- Salma Sayigh (1889-1953). Profesora y amiga.

### Figuras literarias
- Afifa Fandi Sa'b. Editora de la revista The Straight Path.
- Labiba Hashim (1880-1947). Publicó una revista para mujeres mensual en Egipto llamada The Girl of the East.
- Malak Hifni Nasif (1886-1918).
- Mary' Ajami (1888-1965). Editora siria de la revista de Damasco The Bride.
- May Yanni (1864-1933). Editora de la revista Minerva.
- Najla Abillama (1895-1967). Editora de la revista Dawn.

### Mujeres palestinas
- Fadwa Tuqan (1917-2003). Poetisa.
- Hin al-Husayni.
- May Ziadeh (1886-1941). Palestino-libanesa.
- Wadi’a Jatabil. Fundadora de la Federación de mujeres de Tulkarm.
- Zalikha al-Shihabi. Fundadora de la "Union de mujeres palestinas de Jerusalén".